# Бандунду (провинция)
Банду́нду (фр. Bandundu) — бывшая провинция Демократической Республики Конго, расположенная на западе страны. Административный центр — город Бандунду.

## История
Провинция была образована в 1966 году в результате слияния трёх постколониальных провинций Квилу, Кванго и Маи-Ндомбе. После принятия Конституции 2005 года эти три провинции были восстановлены.

## Население
Население провинции — 5 201 000 человек (1998).
Население провинции традиционно выращивает сорго.

## Основные языки
В провинции распространены два основных языках: лингала, на котором говорят к северу от реки Касаи, и китуба, на котором говорят к югу от Касаи.

## Основные водоёмы
- река Касаи
- река Кванго
- река Квенге[фр.]
- река Куилу
- река Лукение[англ.]
- озеро Маи-Ндомбе